# Queen Salote College
Queen Salote College (auch Kolisi Fefine, „Mädchen-College“, The Girl’s College) ist eine private Mädchenschule in Tonga. Sie ist die einzige Mädchenschule in Tonga und wurde von König Taufaʻahau Tupou IV. nach der Königin Sālote Lupepauʻu benannt.

## Geschichte
Die Schule steht an der Vaha'akolo Road gegenüber von Malaʻekula, Tongatapu, an der Stelle, wo das Tupou College in der Anfangszeit 1866 seinen Sitz hatte. Ab 1870 wurden Mädchen in Tonga ebenfalls im Tupou College unterrichtet, nachdem Rev. James Egan Moulton die Institution vier Jahre zuvor gegründet hatte. Die Mädchen sollten ausgebildet werden, um gute Mütter und Ehefrauen zu werden. 1873 wurde dieser Unterricht jedoch plötzlich aufgegeben, da Mr. Baker das Verhalten zwischen Mädchen und Jungen für unschicklich hielt. Erst 1881 konnten wieder Mädchen aufgenommen werden.
1921 wurde das Tupou College nach Nafualu verlegt (heute befindet sich dort das Siaʻatoutai Theological College), da Platz und Gebäude nicht mehr für die wachsende Schülerzahl ausreichten. Die Mädchen blieben in den ursprünglichen Gebäuden. Erst 1926 jedoch wurde das Queen Salote College selbstständig, als separate Prüfungen eingeführt wurden.
Im Februar 2018 erlitt das College schwere Schäden durch einen Zyklon.

## Lehre
Die Schule folgt den Vorgaben der Regierung von Tonga, die auf dem Curriculum von Neuseeland basiert. Daneben werden traditionelle tongaische Handwerkskünste unterrichtet, unter anderem Weben und Stricken von Matten und taʻovala, kiekie sowie Tapa-Herstellung. Klassen der Stufen 1 bis 7 haben auch Unterricht in Catering & Hospitality (Festessenszubereitung und Gastlichkeit). Außerdem gibt es Kurse für Kindererziehung.

## Veröffentlichungen
Die Schule  betreibt ein Magazin das im Jahresrhythmus veröffentlicht wird, das Maamaloa Magazine.

## Einteilung
Die Schule ist eingeteilt in acht houses („Häuser“), die, wie auch im Tupou College, nach wichtigen Persönlichkeiten der Wesleyanische Kirche und des Christentums in Tonga, sowie nach bekannten tongaischen und Palangi-Frauen benannt sind:
- Room 1: Mata'aho (nach Königin Halaevalu Mataʻaho ʻAhomeʻe)
- Room 2: Melenaite (nach Prinzessin Melenaite Tupou-Moheofo)
- Room 3: Molitoni (nach dem Gründer, James Egan Moulton)
- Room 4: Rodger Page (nach Rodger Page)
- Room 5: Mrs. Thompson (nach der ersten weiblichen Schulleiterin)
- Room 6: Seluvaia
- Room 7: Lesieli Tonga (nach der ersten weiblichen Dux des Tupou College)
- Room 8: John Wesley (nach dem Gründer der Methodistischen Kirche)